# Ersilia Qatrawi
Ersilia Qatrawi (n. 5 iunie 1983) este o asistentă socială, specialistă în administrație publică și juristă din Republica Moldova, deputat în legislatura 2021-2025 a Parlamentului Republicii Moldova, reprezentantă a Partidului Acțiune și Solidaritate (PAS). A fost primarul satului Ștefănești din raionul Ștefan Vodă.

## Biografie
Qatrawi deține un master în administrare publică.
Este de profesie asistent social. Primul loc de muncă a fost ca animatoare la o organizație neguvernamentală. În 2004-2005, a lucrat ca asistentă socială la Centrul de găzduire și orientare a persoanelor fără domiciliu stabil din Chișinău, ulterior s-a angajat ca asistentă socială la Primăria Ștefan Vodă. A devenit secretara Consiliului local al satului Ștefănești din același raion. În 2012-2015, a administrat o companie care îi poartă numele.

### Activitate politică
A intrat în politică în 2015, când s-a înscris în Partidul Liberal Democrat din Moldova (PLDM). În 2017 a trecut la Partidul Acțiune și Solidaritate și a fost aleasă vicepreședinta Organizației teritoriale PAS din Ștefan Vodă – din 2020 președinta acesteia. În 2009-2011 și 2015-2021, a fost primarul satului Ștefănești.
A candidat cu numărul 36 pe lista Partidului Acțiune și Solidaritate la alegerile parlamentare din 2021 și a acces în parlament.